# Vimesa
VIMESA es una empresa creada en 1975 para el desarrollo, construcción y comercialización de productos deportivos y sport para el automóvil: colectores de escape, sistemas completos de escape sport y competición, carrocerías especiales para competición, kits que mejoran y potencian el vehículo de serie (motor, suspensión, frenos, etc).

## Campeonatos
Desde sus comienzos ha participado, con sus productos, en prácticamente todos los campeonatos desarrollados en España a nivel de circuitos y rallyes:

### Citroën
· Campeonato Citroën AX GT.
· Campeonato Citroën AX GTi.
· Campeonato Citroën AX GT 4x4 Rallyes Tierra.
· Campeonato Citroën ZX.
· Campeonato Citroën ZX Rallyes.
. Campeonato Citroën C2 Rallyes.

### Hyundai
· Copa de Rallyes Hyundai Ponny.
· Copa Hyundai Accent modelo 98.
· Copa Hyundai Accent modelo 01.
. Copa Hyundai Coupé V6
. Copa Hyundai Getz diésel.

### Peugeot
· Desafío Peugeot vehículo Samba.
· Desafío Peugeot vehículo 205.
· Desafío Peugeot vehículo 205 GTI.
· Desafío Peugeot vehículo 205 Rally.
· Desafío Peugeot vehículo 309.
· Desafío Peugeot vehículo 106 Rally 1.300.
· Desafío Peugeot vehículo 106 Rally 1.600.
· Desafío Peugeot vehículo 206.

### Suzuki
· Campeonato Suzuki SJ410 Raid de Tierra.
· Campeonato Suzuki SJ413 Raid de Tierra.
· Campeonato Suzuki Jimny.

### Toyota
· Fórmula Toyota 1.300.

### Renault
· Copa Renault R8.
· Copa Renault R5.
· Copa Renault R5 Copa Turbo.
· Copa Renault Supercinco.
· Copa Renault Supercinco GT Turbo.
· Copa Renault Supercinco GT Turbo Rallyes.

### Seat
· Fórmula Seat 1430.
· Fórmula Seat 1800.
· Campeonato Seat Fura Crono.
· Copa Seat Panda Rallyes Asfalto.
· Copa Seat Marbella Rallyes Tierra.
· Copa Seat Marbella Rallyes Asfalto.
· Copa Seat Ibiza de Rallyes Asfalto.

### Fiat
· Fórmula Fiat

### Ford
· Fórmula Ford 1.300.
· Fórmula Ford 1.600.

### Opel
· Copa Opel Corsa Rallyes.

En todos estos campeonatos y copas, tanto de circuitos como de rallyes, se equiparon a dichos vehículos, según en que casos, con arcos de seguridad diseñados y fabricados por Vimesa, así como con colectores de escape en tubos independientes y líneas completas de escape para competición, refuerzos de torretas de suspensión superiores, inferiores, delanteras y traseras, etc.